# Serge Lecomte
Serge Lecomte, né le 19 juillet 1950 est l'ancien président de la fédération française d'équitation (FFE) de 2004 à 2024.  
Sa présidence a notamment été marquée par plusieurs affaires judiciaires et par la mise sous tutelle de la fédération de 2005 à 2006. Serge Lecomte a également suscité l'attention médiatique, entre 2013 et 2021, par "l'affaire Loïc Caudal" révélée par Mediapart, traitant de faits de pédocriminalité ayant eu lieu dans ses clubs puis au sein de la Fédération Française d’Équitation, dont il a eu connaissance et qu'il a couvert.   
Le 19 janvier 2024, le Parquet de Paris annonce que Serge Lecomte est poursuivi pour parjure à la suite de son audition devant une Commission d'enquête parlementaire sur les dysfonctionnements des fédérations sportives.  

## Biographie
Né en 1950, Serge Lecomte commence jeune l'équitationet devient moniteur d'équitation. Il ouvre de nombreux centres d'équitation en région parisienne tel que celui du parc de la Villette, mais aussi a Ézanville, Issy-les-Moulineaux, Suresnes, Villeneuve-la-Garenne, Chaville, Franconville et un centre de vacances en Sologne. En 1985, Serge Lecomte devient président du Poney Club de France, fonction qu'il quitte en l'an 2000. La même année, il devient conseiller municipal d'Ézanville (Val-d'Oise) et y reste quinze ans. En 1987, il devient vice-président de la fédération française d'équitation jusqu'en en 2004.

### Mandat de présidente de la Fédération française d'équitation

#### 2004-2007,1eret2emandat - retrait de l'agrément ministériel et administration judiciaire
Le 2 décembre 2004, à la suite d'une série de batailles internes menées par Serge Lecomte contre Jacqueline Reverdy, première femme Présidente de la Fédération, une élection est provoquée à la suite de la démission de cette dernière. Serge Lecomte remporte le scrutin et devient Président de la Fédération Française d'Equitation, mais le ministre des Sports de l'époque Jean-François Lamour menace la FFE de retirer sa délégation ministérielle de la fédération à la suite de statuts non conformes. La FFE est placée sous administration judiciaire par le Ministère, à la suite de l'annulation de l'élection de Serge Lecomte par le tribunal de grande instance de Paris. 
De nouveaux statuts de la FFE sont adoptés, et les pouvoirs publics accordent de nouveau l'agrément à la FFE en septembre 2006. Par arrêté en date du 21 décembre 2006, le Ministre de la Jeunesse, des Sports et de la Vie associative accorde à la Fédération française d'équitation la délégation prévue à l'article 131-14 du Code du sport, mettant ainsi fin à plusieurs années de conflits entre l'association et les pouvoirs publics. La même année, Serge Lecomte est réélu à la présidence la fédération.

#### 2008-2020,3eet4emandat - première opposition et affaire de prise illégal d'intérêt

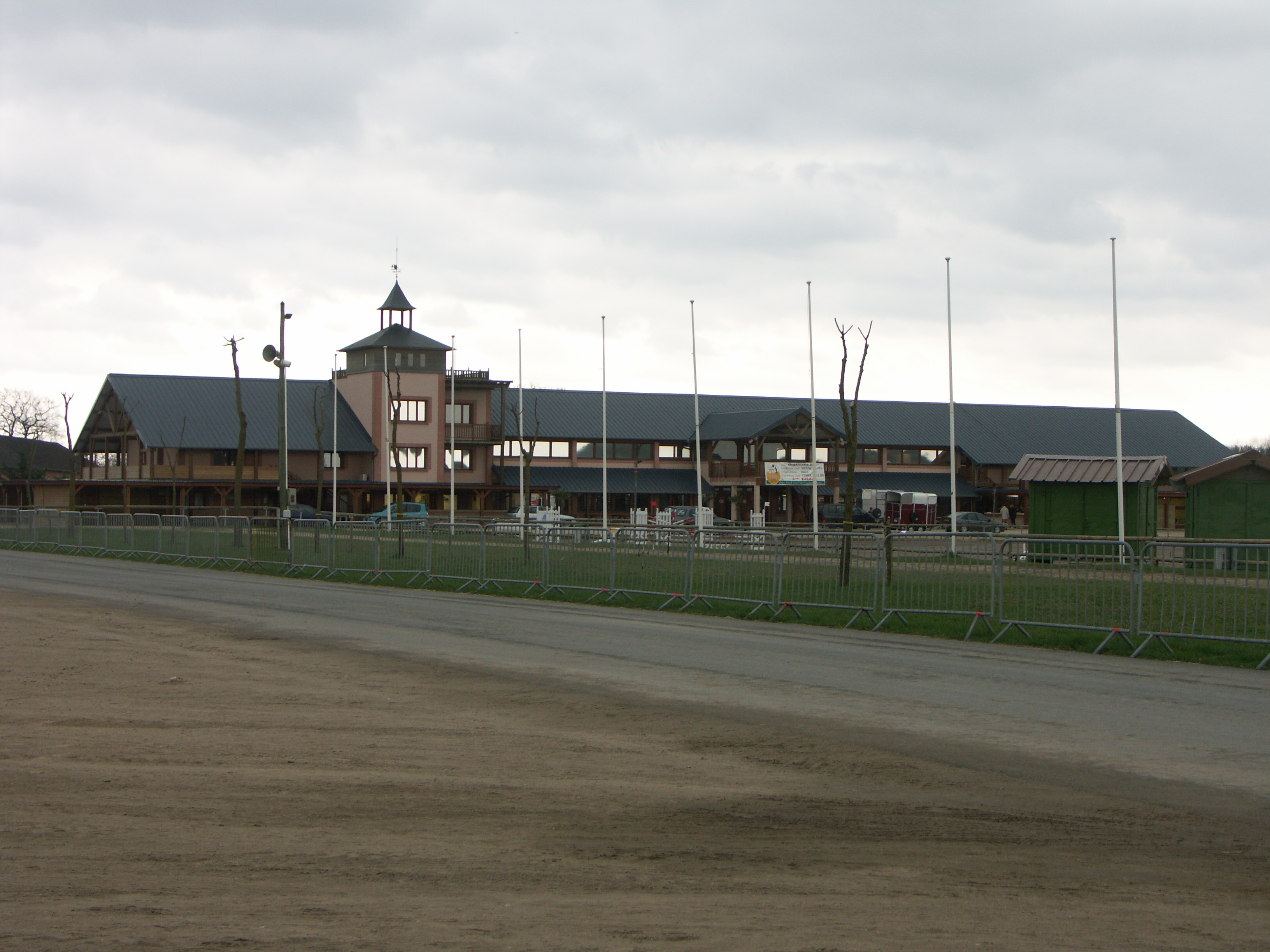
Pavillon Fédéral de Lamotte-Beuvron siège de la FFE qui appartient à Serge Lecomte

En 2008, le siège social de la fédération évolue et se déplace de Boulogne-Billancourt au parc équestre fédéral de Lamotte-Beuvron dans le pavillon fédéral de Lamotte-Beuvron appartenant au Poney Club de France créé sous la présidence de Serge Lecomte.
Serge Lecomte, seul candidat a sa succession, est réélu trois ans et demi plus tard en 2009 pour son 3e mandat. Peu après sa réélection, en 2011, Serge Lecomte connait une nouvelle affaire, étant renvoyé devant le tribunal correctionnel pour prise illégale d'intérêts,. Il lui est reproché un financement de 2,5 millions d'euros provenant de la FFE entre 2001 et 2006 au syndicat Groupement hippique national (GHN) alors qu'il était lui-même président de ce syndicat pendant cette période. 

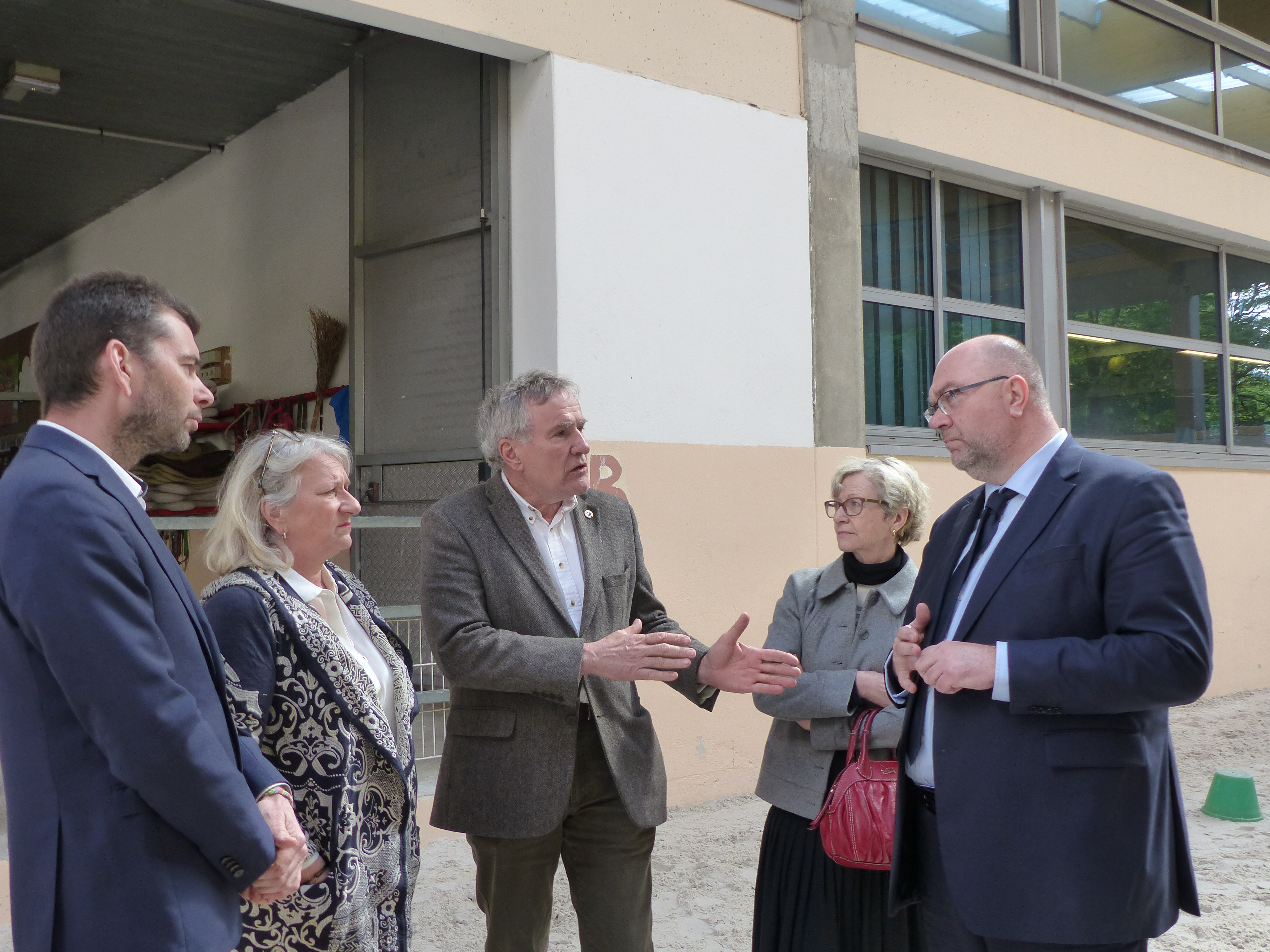
Serge Lecomte et le Ministre de l'Agriculture Stéphane Travert au centre équestre de la Villette à paris en 2018.

En décembre 2012, Serge Lecomte est réélu pour son 4e mandat de président de la fédération,. L'année suivante, Mediapart révèle qu'il a engagé Loïc Caudal à la Fédération Française d'Equitation, alors que ce dernier avait été condamné à deux reprises pour agression sexuelle sur mineurs lorsqu'il était moniteur dans les clubs de Serge Lecomte. 
En novembre 2016, Serge Lecomte est réélu président de la FFE, mais doit affronter pour la première fois un candidat d'opposition. En effet, Hervé Godignon se présente également, protestant contre la suppression du droit de vote de près de la moitié des clubs adhérents à la fédération récemment décidée par Serge Lecomte. Ce dernier remporte néanmoins le scrutin par 59,03 % des voix contre 39,19 %. C'est la première fois qu'il l'emporte avec un résultat aussi serré à l'élection.
En mai 2018, Serge Lecomte réprouve officiellement le lieu des épreuves des jeux olympiques d'été de Paris 2024 devant se dérouler au château de Versailles. Il propose l'Hippodrome de Longchamp, qui a un équipement déjà présent et plus adapté, moins coûteux et répondant mieux aux critères de développement durable et de maitrise des coûts,.

#### 2021-2024:5emandat - une légitimité contestée et des affaires de pédocriminalité
En avril 2021, Serge Lecomte est réélu président de la FFE pour son 5e mandat contre Anne de Sainte-Marie. L'élection a lieu dans un contexte très tendu et attire l'attention médiatique,,. Anne de Sainte-Marie rappelle que Lecomte était au courant de la condamnation de Loïc Caudal pour pédocriminalité comme évoqué par Mediapart, mais qu'il n'a rien fait à ce sujet.
Pendant la campagne, Serge Lecomte créé l'indignation, en portant plainte contre la première femme victime à avoir dénoncé la pédocriminalité dans l'équitation, pour diffamation au nom de la FFE. Une pétition est publiée sur Change.org pour demander que la plainte soit retirée, expliquant que la Fédération d'Equitation est la première organisation sportive à porter plainte contre une victime d'abus sexuels, refusant de fait d'entendre la parole des victimes et de l'accompagner. Plus de 20 000 personnes signent cette pétition. Quelques jours plus tard, une tribune est publiée dans le journal L'Obs, signée par de nombreux sportifs demandant à la FFE de retirer la plainte. 
Le 21 avril 2021, toujours pendant la campagne, alors qu'une équipe de Quotidien se rend dans son club pour l’interroger sur les affaires de pédocriminalité dans ses clubs et la Fédération, Serge Lecomte dit ne pas savoir ce qu'est le mouvement #Metoo : « la vague #MeToo ? Qu'est ce que vous appelez la vague #MeToo ? Je ne vais pas sur les réseaux sociaux moi, donc ne me demandez pas ce qu'on y voit. »
L'élection est historique, car aucun candidat n'obtient la majorité au premier tour, un second tour s'oblige. Par ailleurs, pour la première fois dans l'histoire de la fédération, une série de trois débats est organisée en direct sur Facebook, à la demande d'Anne de Sainte Marie, pour permettre aux candidats de faire valoir leurs programmes, alors que les statuts de la Fédération n'autorisent aucun candidat à s'adresser aux électeurs, ce qui est considéré par les opposants à Serge Lecomte comme l'illustration du verrouillage qu'il a opéré sur la Fédération,. A l'issue du second tour, Serge Lecomte remporte finalement le scrutin à 54% des voix contre 46, avec une participation record de la part des adhérents.
En novembre 2023, interrogé par la commission d’enquête parlementaire sur les dysfonctionnements dans les fédérations sportives, Serge Lecomte suscite de nouveau l'attention médiatique : alors que la Voix du Nord le décrit comme « tendu et maladroit » pendant son audition, il qualifie les affaires de pédocriminalité dans lesquelles il a été cité comme des "affaires de voleurs de pommes", ce qui suscite l'indignation générale et provoque la colère des députés Stéphane Mazars et Sabrina Sebaihi. 
Le 19 janvier 2024, le Parquet de Paris annonce que Serge Lecomte est poursuivi pour parjure à la suite de son audition devant la Commission d'enquête parlementaire.
Serge Lecomte ne pouvant se représenter à la Présidence de la Fédération, il choisit son Directeur Général, Frédéric Bouix, comme successeur.